# Température de demi-vie
Pour les articles homonymes, voir HLT.
La température de demi-vie (HLT, en anglais : half-life temperature), notée par exemple T½, d'une substance est la température à atteindre pour une demi-vie (t½) donnée. Plus cette température est élevée, plus la substance est stable. En chimie, cette grandeur est considérée pour comparer facilement la stabilité de molécules.

## Application en chimie

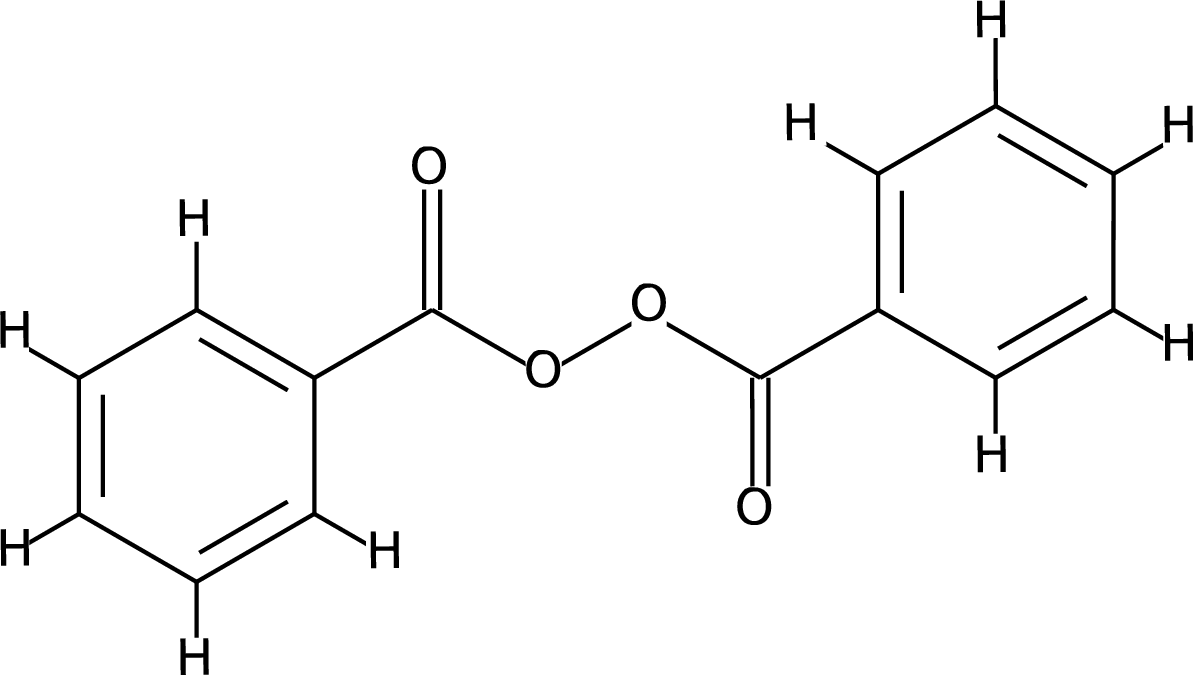
Structure du peroxyde de benzoyle.

Structure du peroxyde de di-tert-butyle.

Ce paramètre est utilisé par exemple pour choisir l'amorceur d'une polymérisation (en synthèse organique) ou d'une réticulation (en chimie des polymères). Ces réactions peuvent être obtenues par génération in situ de radicaux issus de la thermolyse d'un peroxyde.
La détermination de la température de demi-vie d'un peroxyde se fait en solution diluée ; les valeurs de T½ peuvent varier en fonction de la méthode selon laquelle elles sont mesurées, en particulier le solvant utilisé.
Exemples de valeurs, pour t½=10 h, concernant trois peroxydes organiques :
- le peroxyde de benzoyle appartient à la famille des peroxydes de diacyle (formule générale R-C(=O)-OO-C(=O)-R). Il est habituellement utilisé pour vulcaniser les élastomères silicones. Plusieurs grades sont disponibles sur le marché (granulés quasi purs ou de pureté variable, pâte plus ou moins liquide, poudre ; un flegmatisant peut être ajouté). Sa température de demi-vie vaut 73 °C ;
- le TMC, de la famille des peracétals (ou des diperoxycétals), est largement utilisé pour vulcaniser les caoutchoucs. Il possède une température de demi-vie égale à 96 °C ;
- le peroxyde de di-tert-butyle (en) figure parmi les peroxydes organiques les plus stables. Ce peroxyde de dialkyle (formule générale (R-OO)nR', avec n=1 ou 2) possède une T½ égale à 129 °C.

Des valeurs de T½, pour t½ égal à 1 h et 1 min, sont aussi données dans les catalogues.